# LKAB Mekaniska
LKAB Mekaniska AB är ett svenskt företag som agerar dotterbolag till gruvjätten LKAB via LKAB Berg & Betong AB. Företaget specialiserar sig på utveckla-, leverera- och konstruera produkter från komponenter till stora stålkonstruktioner för kunder inom gruv-, process- och tillverkningsindustrin. De utför även maskinunderhåll och annan underhållsarbete. Deras kunder är bland annat LKAB, Atlas Copco Aktiebolag, NASA, Sandvik AB och Svenska rymdaktiebolaget.